# 猪俣健
猪俣 健（いのまた たけし、1961年 - ）は、日本の考古学者、マヤ研究者。東京都出身。

## 略歴
東京大学で考古学を学んだ。1983年から1985年まで青年海外協力隊事業としてホンジュラスのコパン県ラ・エントラーダ (スペイン語版) の発掘事業に参加した。1986年に卒業、1988年に東京大学で文化人類学の修士の学位を取得した。その後は渡米してヴァンダービルト大学のアーサー・デマレストのもとでグアテマラのペテシュバトゥン地方、とくにアグアテカの発掘を行った。1995年にヴァンダービルト大学の博士の学位を取得した。
1995年にマイケル・D・コウの後任としてイェール大学の助教に就任した。2000年にアリゾナ大学に移り、2002年に准教授、2009年に教授に昇任した。
1996年から2005年まで国際的な考古調査団の団長としてアグアテカの考古学調査を行った。2006年から2018年までセイバルを調査した。
アグアテカ中心部の発掘では、アグアテカが放火・破壊されたことが判明した。支配者層は取るものもとりあえず戦火を逃れて避難したために遺跡にはヒスイ、貝殻などの貴重品が散らばり、土器などがそのまま残されていた。古典期の都市の放棄がこれほど詳細にわたって記録されたのは初めてのことだった。
2013年に、セイバルの宗教施設が紀元前1000年にさかのぼることを発見し、大きく報道された。これによってマヤ文明がオルメカ文明より新しいとは言えなくなり、オルメカ文明からマヤ文明が発達したという説は再検討が必要になった。この調査結果は、2013年に世界考古・上海論壇で「世界フィールド考古学の十大発見」（10项世界重大田野考古发现）に選ばれた。
2018年、メソアメリカ考古学上の顕著な成績をあげた者に与えられるグアテマラのポップ勲章をダニエラ・トリアダンとともに受章した。
2017年以降、ウスマシンタ川中流域考古学プロジェクトの団長をつとめている。
2020年、猪俣を責任者とする国際的調査団はLIDARを使ってメキシコのタバスコ州で新たなアグアダ・フェニックス遺跡 (Aguada Fénix) を発見した。報告によれば遺跡は紀元前1000-800年ごろのものとされ、長さが1,400メートル、幅400メートルもある巨大な建築物を持つ。知られる限りマヤ地域の巨大建築物でもっとも古く、また先コロンブス期メソアメリカ最大の建築物であるという。またオルメカ文明のサン・ロレンソ・テノチティトラン遺跡のような貧富の差が見られないとされる。LIDARを使った研究をさらに進め、翌2021年にはオルメカ及びマヤ地域低地西部において紀元前1050-400年ごろのものと推定される遺跡を478も発見し、また集落に長方形の特別な配置が見られる事を発表した。

## 主な著書
- 『メソアメリカの考古学』同成社〈世界の考古学2〉、1997年。（青山和夫と共著）
- Royal Courts of the Ancient Maya. Westview Press. (2000-2001)（2冊、スティーブン・ハウストンと共編）
- The Archaeology of Settlement Abandonment in Middle America. University of Utah Press. (2003)（Ronald Webb と共編）
- Archaeology of Performance: Theaters of Power, Community, and Politics. Altamira Press. (2006)（Lawrence Coben と共編）
- Warfare and the Fall of a Fortified Center: Archaeological Investigations at Aguateca. Vanderbilt University Press. (2007)
- 伊藤和子、井上暁子、藤原隆雄 訳「アグアテカ遺跡」『マヤ文明: 密林に花開いた都市文明の興亡』日経ナショナルジオグラフィック社、日経BP出版センター、2007年。
- The Classic Maya. Cambridge University Press. (2009)（ハウストンと共著）
- Burned Palaces and Elite Residences of Aguateca: Excavations and Ceramics. University of Utah Press. (2010)（Daniela Triadan と共編）
- Mesoamerican Plazas: Arenas of Community and Power. University of Arizona Press. (2014)（塚本憲一郎と共編）
- Life and Politics at the Royal Court of Aguateca: Artifacts, Analytical Data, and Synthesis. University of Utah Press. (2014)（Daniela Triadan と共編）

### 翻訳
- マイケル・D.コウ、マーク・ヴァン・ストーン 著、猪俣健監修、武井摩利 訳『マヤ文字解読辞典』創元社、2007年。